# Чужоземний клуб Кобе

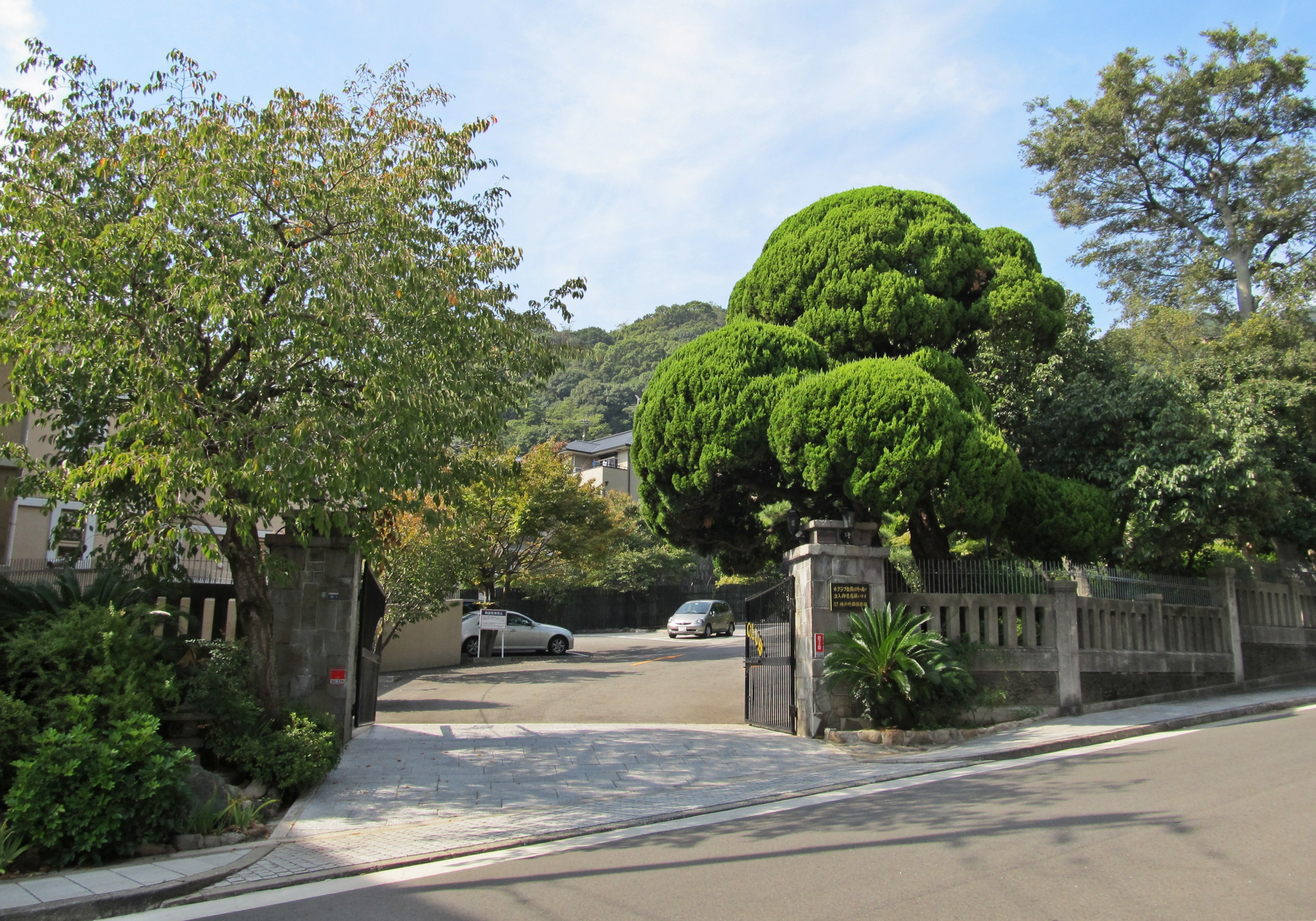
Чужоземний клуб Кобе

Чужоземний клуб Кобе (яп. 神戸外国倶楽部) — світський клуб із системою членства розташований у місті Кобе в префектурі Хіого (Японія). Створений з метою соціального обміну між чужоземцями, що проживають у регіоні Кансай.

## Історія

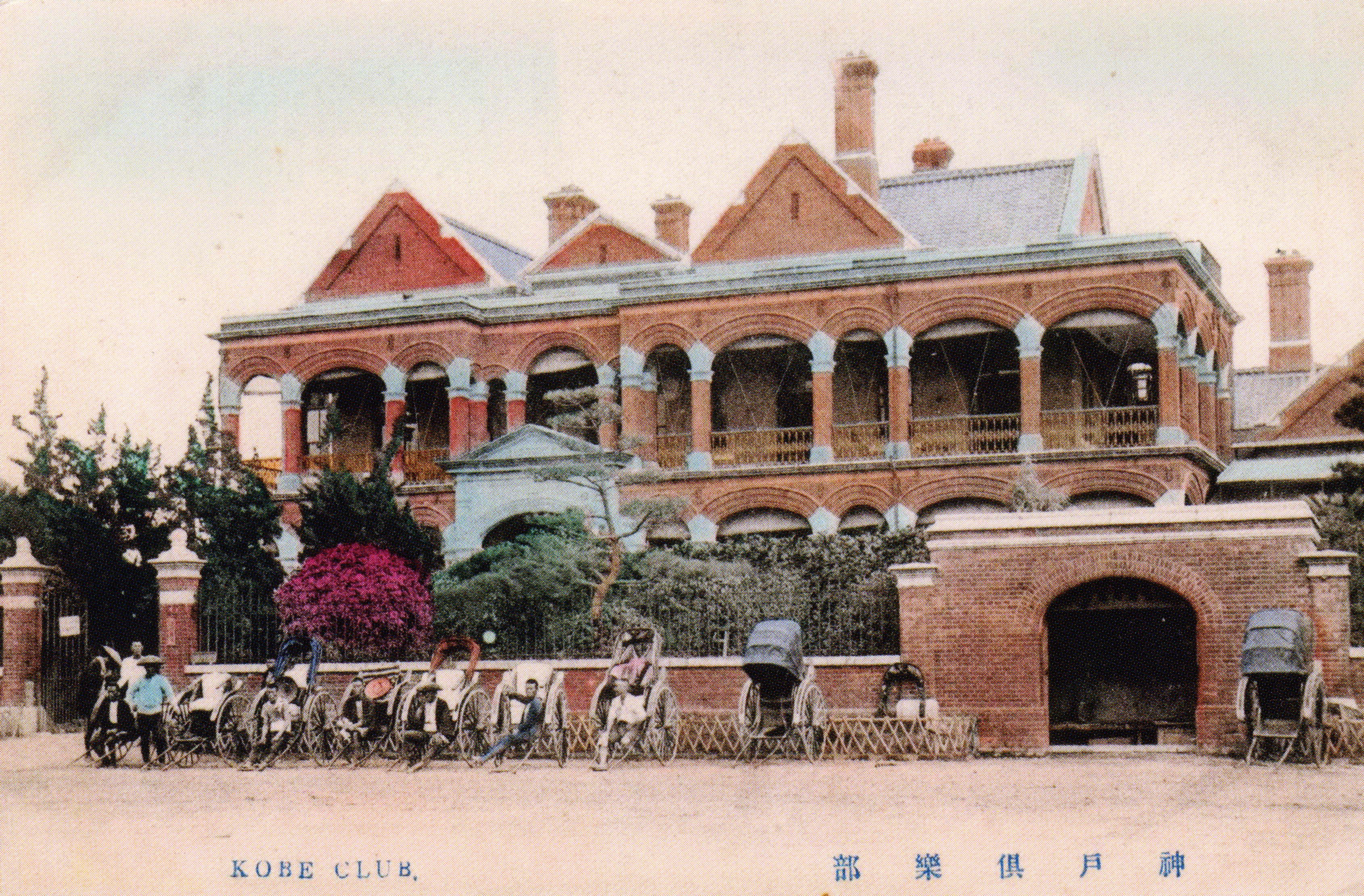
Колишня будівля клубу, зведена 1890 року

Його попередником був Union Club (Міжнародний клуб) - світський клуб, який заснували 5 травня 1869 року американські та британські мешканці поселення чужоземців у Кобе. Крім них були й члени інших національностей, як-от французи та італійці.
Клуб неодноразово переносив свій офіс з однієї будівлі до іншої в межах поселення (з ділянки 31 на ділянку 32, і зрештою 1870 року до підвалу готелю Oriental на ділянці 79). Далі він придбав приміщення в парку Хіґасі Юенті, що належали Клубу Конкордія, членами якого були переважно німці, і почав там працювати вже під назвою Клуб Кобе. 1890 року приміщення клубу перебудовано за проєктом Александера Нелсона Ганселла. Серед іншого, там були кегельбан та більярдна.
1909 року клуб зареєстровано в юридичному бюро під назвою «Чужоземний клуб Кобе». Коли 1923 року стався Великий кантоський землетрус, багато чужоземних компаній перенесли свої штаб-квартири до регіону Кансай, і кількість членів клубу значно зросла.
Після початку воєнних дій на тихоокеанському театрі японський флот реквізував клубні приміщення, а згодом вони згоріли внаслідок повітряних бомбардувань. Заклад відновили 1950 року, але вже на місці зруйнованого готелю Тор на Тор-роуд, бо на попередньому місці в парку Хіґасі Юенті постала будівля американського консульства. У цьому новому приміщенні обладнано перший у Кобе корт для сквошу.